# Liste der denkmalgeschützten Objekte in Lučenec
Die Liste der denkmalgeschützten Objekte in Lučenec enthält die 59 nach slowakischen Denkmalschutzvorschriften geschützten Objekte in der Gemeinde Lučenec im Okres Lučenec.

## Denkmäler
| Foto |                 | Denkmal / č. ÚZPF                             | Standort / Konskr. Nr.                                      | Offizielle Beschreibung                     | Beschreibung                                                     | Metadaten                                                                 |
| ---- | --------------- | --------------------------------------------- | ----------------------------------------------------------- | ------------------------------------------- | ---------------------------------------------------------------- | ------------------------------------------------------------------------- |
| ja   | Datei hochladen | jüdische Leichenhalle(sk) ObjektID: 606-458/0 | Standort KG: Lučenec Konskr.Nr.:                            |                                             |                                                                  | č. NKP: 606-458/0 Stand des NKP: 2012-02-08 Name: MÁRNICA ŽIDOVSKÁ        |
| ja   | Datei hochladen | Denkmal(sk) ObjektID: 606-516/0               | Standort KG: Lučenec Konskr.Nr.:                            | rumunská armáda                             | für die rumänische Armee                                         | č. NKP: 606-516/0 Stand des NKP: 2012-02-08 Name: POMNÍK                  |
| ja   | Datei hochladen | Krypta(sk) ObjektID: 606-2741/0               | Standort KG: Lučenec Konskr.Nr.:                            | Raday P. - 18.st.diplomat,spisovatel        | des P. Raday, Diplomat, Schriftsteller                           | č. NKP: 606-2741/0 Stand des NKP: 2012-02-08 Name: KRYPTA                 |
| ja   | Datei hochladen | Schloss(sk) ObjektID: 606-3479/0              | 54 Standort KG: Lučenec Konskr.Nr.: 54                      | 0                                           |                                                                  | č. NKP: 606-3479/0 Stand des NKP: 2012-02-08 Name: KAŠTIEL                |
| ja   | Datei hochladen | Neologe Synagoge(sk) ObjektID: 606-3507/0     | Adyho ul. 4 Standort KG: Lučenec Konskr.Nr.: 69             | 0                                           |                                                                  | č. NKP: 606-3507/0 Stand des NKP: 2012-02-08 Name: SYNAGÓGA               |
| ja   | Datei hochladen | Grab und Grabstein(sk) ObjektID: 606-519/0    | Cintorínska ul. Standort KG: Lučenec Konskr.Nr.:            | Timrava B.S. - 1867-1951,spisovatelka       | der Božena Slančíková-Timrava, Schriftstellerin und Dramatikerin | č. NKP: 606-519/0 Stand des NKP: 2012-02-08 Name: HROB S NÁHROBNÍKOM      |
| ja   | Datei hochladen | Grab(sk) ObjektID: 606-10455/0                | Cintorínska ul. Standort KG: Lučenec Konskr.Nr.:            | rod.Andrejcsik - Hrobka rod.Andrejcsikovcov | der Familie Andrejcsik                                           | č. NKP: 606-10455/0 Stand des NKP: 2012-02-08 Name: HROBKA                |
| ja   | Datei hochladen | Schloss(sk) ObjektID: 606-10452/0             | Filakovská cesta 12 Standort KG: Lučenec Konskr.Nr.: 983    | Szillasyho kaštiel                          | Herrenhaus Szillasy                                              | č. NKP: 606-10452/0 Stand des NKP: 2012-02-08 Name: KAŠTIEL               |
| ja   | Datei hochladen | Rathaus(sk) ObjektID: 606-3488/0              | Herza dr. ul. 1 Standort KG: Lučenec Konskr.Nr.: 368        | 0                                           |                                                                  | č. NKP: 606-3488/0 Stand des NKP: 2012-02-08 Name: RADNICA                |
| ja   | Datei hochladen | Bürgerhaus(sk) ObjektID: 606-3494/0           | Herza dr. ul. 12 Standort KG: Lučenec Konskr.Nr.: 374       | radový                                      |                                                                  | č. NKP: 606-3494/0 Stand des NKP: 2012-02-08 Name: DOM MEŠTIANSKY         |
| ja   | Datei hochladen | Verwaltungsgebäude(sk) ObjektID: 606-3483/0   | Herza dr. ul. 14 Standort KG: Lučenec Konskr.Nr.: 376       | nárožná - Okresný súd                       | Eckhaus - Bezirksgericht                                         | č. NKP: 606-3483/0 Stand des NKP: 2012-02-08 Name: BUDOVA ADMINISTRATÍVNA |
| ja   | Datei hochladen | Villa(sk) ObjektID: 606-10958/0               | Jókaiho ul. 7 Standort KG: Lučenec Konskr.Nr.: 98           | radová - Rakottayho vila                    | Villa Rakottay                                                   | č. NKP: 606-10958/0 Stand des NKP: 2012-02-08 Name: VILA                  |
| ja   | Datei hochladen | Villa(sk) ObjektID: 606-11072/1               | Jókaiho ul. 13 Standort KG: Lučenec Konskr.Nr.: 95          | Vila G.Rakottyaya                           | Villa G. Rakotty                                                 | č. NKP: 606-11072/1 Stand des NKP: 2012-02-08 Name: VILA                  |
| ja   | Datei hochladen | Gartenlaube(sk) ObjektID: 606-11072/2         | Jókaiho ul. 13 Standort KG: Lučenec Konskr.Nr.: 95          | záhradný altánok                            |                                                                  | č. NKP: 606-11072/2 Stand des NKP: 2012-02-08 Name: ALTÁNOK               |
| ja   | Datei hochladen | Gartenmauer(sk) ObjektID: 606-11072/3         | Jókaiho ul. 13 Standort KG: Lučenec Konskr.Nr.: 95          | 0                                           |                                                                  | č. NKP: 606-11072/3 Stand des NKP: 2012-02-08 Name: MÚR PARCELACNÝ        |
| ja   | Datei hochladen | Geländer mit Säule(sk) ObjektID: 606-11072/4  | Jókaiho ul. 13 Standort KG: Lučenec Konskr.Nr.: 95          |                                             |                                                                  | č. NKP: 606-11072/4 Stand des NKP: 2012-02-08 Name: ZÁBRADLIE SO STLPMI   |
| ja   | Datei hochladen | Säulen(sk) ObjektID: 606-11072/5              | Jókaiho ul. 13 Standort KG: Lučenec Konskr.Nr.: 95          |                                             |                                                                  | č. NKP: 606-11072/5 Stand des NKP: 2012-02-08 Name: STLPY-SÚBOR           |
| ja   | Datei hochladen | Schale auf Sockel(sk) ObjektID: 606-11072/6   | Jókaiho ul. 13 Standort KG: Lučenec Konskr.Nr.: 95          |                                             |                                                                  | č. NKP: 606-11072/6 Stand des NKP: 2012-02-08 Name: NÁDOBA S PODSTAVCOM   |
| ja   | Datei hochladen | Kirche(sk) ObjektID: 606-454/0                | Kármána J. ul. 1 Standort KG: Lučenec Konskr.Nr.: 64        | ref.                                        | reformierte kirche                                               | č. NKP: 606-454/0 Stand des NKP: 2012-02-08 Name: KOSTOL                  |
| ja   | Datei hochladen | Bank(sk) ObjektID: 606-3489/0                 | Kármána J. ul. 2 Standort KG: Lučenec Konskr.Nr.: 2         | 0                                           |                                                                  | č. NKP: 606-3489/0 Stand des NKP: 2012-02-08 Name: BANKA                  |
| ja   | Datei hochladen | Schule(sk) ObjektID: 606-3502/0               | Komenského ul. 12 Standort KG: Lučenec Konskr.Nr.: 727      | Býv.ucitelský ústav                         | ehem. Ausbildungshochschule                                      | č. NKP: 606-3502/0 Stand des NKP: 2012-02-08 Name: ŠKOLA PEDAGOGICKÁ      |
| ja   | Datei hochladen | Kirche(sk) ObjektID: 606-453/0                | Komenského ul. 14 Standort KG: Lučenec Konskr.Nr.: 728      | ev.a.v.                                     | evangelische Kirche                                              | č. NKP: 606-453/0 Stand des NKP: 2012-02-08 Name: KOSTOL                  |
| ja   | Datei hochladen | Pfarrhof(sk) ObjektID: 606-3503/0             | Komenského ul. 16 Standort KG: Lučenec Konskr.Nr.: 732      | ev.a.v.                                     | evangelische Pfarrei                                             | č. NKP: 606-3503/0 Stand des NKP: 2012-02-08 Name: FARA                   |
| ja   | Datei hochladen | Kirche(sk) ObjektID: 606-452/0                | Kubínyiho nám. Standort KG: Lučenec Konskr.Nr.:             | r.k.Navštívenia P.M.                        | römisch-katholische Kirche Mariä Heimsuchung                     | č. NKP: 606-452/0 Stand des NKP: 2012-02-08 Name: KOSTOL                  |
| ja   | Datei hochladen | Bürgerhaus(sk) ObjektID: 606-3484/0           | Kubínyiho nám. 1 Standort KG: Lučenec Konskr.Nr.: 35        | radový                                      |                                                                  | č. NKP: 606-3484/0 Stand des NKP: 2012-02-08 Name: DOM MEŠTIANSKY         |
| ja   | Datei hochladen | Pfarrhof(sk) ObjektID: 606-456/0              | Kubínyiho nám. 2 Standort KG: Lučenec Konskr.Nr.: 36        | r.k.                                        | römisch-katholische Pfarrei                                      | č. NKP: 606-456/0 Stand des NKP: 2012-02-08 Name: FARA                    |
| ja   | Datei hochladen | Bürgerhaus(sk) ObjektID: 606-457/0            | Kubínyiho nám. 3 Standort KG: Lučenec Konskr.Nr.: 38        | radový                                      |                                                                  | č. NKP: 606-457/0 Stand des NKP: 2012-02-08 Name: DOM MEŠTIANSKY          |
| ja   | Datei hochladen | Bürgerhaus(sk) ObjektID: 606-3485/0           | Kubínyiho nám. 4 Standort KG: Lučenec Konskr.Nr.: 40        | radový                                      |                                                                  | č. NKP: 606-3485/0 Stand des NKP: 2012-02-08 Name: DOM MEŠTIANSKY         |
| ja   | Datei hochladen | Bürgerhaus(sk) ObjektID: 606-3490/0           | Kubínyiho nám. 5 Standort KG: Lučenec Konskr.Nr.: 41        | radový                                      |                                                                  | č. NKP: 606-3490/0 Stand des NKP: 2012-02-08 Name: DOM MEŠTIANSKY         |
| ja   | Datei hochladen | Volksschule(sk) ObjektID: 606-3491/0          | Kubínyiho nám. 6 Standort KG: Lučenec Konskr.Nr.: 42        | Dievcen.mestská škola                       | städtische Mädchenschule                                         | č. NKP: 606-3491/0 Stand des NKP: 2012-02-08 Name: ŠKOLA ZÁKLADNÁ         |
| ja   | Datei hochladen | Bürgerhaus(sk) ObjektID: 606-3487/0           | Kubínyiho nám. 7 Standort KG: Lučenec Konskr.Nr.: 367       | radový                                      |                                                                  | č. NKP: 606-3487/0 Stand des NKP: 2012-02-08 Name: DOM MEŠTIANSKY         |
| ja   | Datei hochladen | Bürgerhaus(sk) ObjektID: 606-3486/0           | Kubínyiho nám. 8 Standort KG: Lučenec Konskr.Nr.: 366       | radový                                      |                                                                  | č. NKP: 606-3486/0 Stand des NKP: 2012-02-08 Name: DOM MEŠTIANSKY         |
| ja   | Datei hochladen | Bank(sk) ObjektID: 606-3492/0                 | Kubínyiho nám. 9 Standort KG: Lučenec Konskr.Nr.: 365       | Bývalá Dunajská banka                       | ehem. Donau-Bank                                                 | č. NKP: 606-3492/0 Stand des NKP: 2012-02-08 Name: BANKA                  |
| ja   | Datei hochladen | Bürgerhaus(sk) ObjektID: 606-3493/0           | Kubínyiho nám. 10 Standort KG: Lučenec Konskr.Nr.: 364      | radový                                      |                                                                  | č. NKP: 606-3493/0 Stand des NKP: 2012-02-08 Name: DOM MEŠTIANSKY         |
| ja   | Datei hochladen | Bürgerhaus(sk) ObjektID: 606-3495/0           | Masarykova ul. 2 Standort KG: Lučenec Konskr.Nr.: 363       | nárožný                                     |                                                                  | č. NKP: 606-3495/0 Stand des NKP: 2012-02-08 Name: DOM MEŠTIANSKY         |
| ja   | Datei hochladen | Bürgerhaus(sk) ObjektID: 606-3496/0           | Masarykova ul. 4 Standort KG: Lučenec Konskr.Nr.: 362       | radový                                      |                                                                  | č. NKP: 606-3496/0 Stand des NKP: 2012-02-08 Name: DOM MEŠTIANSKY         |
| ja   | Datei hochladen | Bürgerhaus(sk) ObjektID: 606-3497/0           | Masarykova ul. 6 Standort KG: Lučenec Konskr.Nr.: 360       | radový                                      |                                                                  | č. NKP: 606-3497/0 Stand des NKP: 2012-02-08 Name: DOM MEŠTIANSKY         |
| ja   | Datei hochladen | Bürgerhaus(sk) ObjektID: 606-3498/0           | Masarykova ul. 8 Standort KG: Lučenec Konskr.Nr.: 358       | radový                                      |                                                                  | č. NKP: 606-3498/0 Stand des NKP: 2012-02-08 Name: DOM MEŠTIANSKY         |
| ja   | Datei hochladen | Bürgerhaus(sk) ObjektID: 606-3499/0           | Masarykova ul. 10 Standort KG: Lučenec Konskr.Nr.: 356      | radový                                      |                                                                  | č. NKP: 606-3499/0 Stand des NKP: 2012-02-08 Name: DOM MEŠTIANSKY         |
| ja   | Datei hochladen | Bürgerhaus(sk) ObjektID: 606-3500/0           | Masarykova ul. 28 Standort KG: Lučenec Konskr.Nr.: 338      | radový                                      |                                                                  | č. NKP: 606-3500/0 Stand des NKP: 2012-02-08 Name: DOM MEŠTIANSKY         |
| ja   | Datei hochladen | Bürgerhaus(sk) ObjektID: 606-3501/0           | Masarykova ul. 29 Standort KG: Lučenec Konskr.Nr.: 332,2121 | nárožný                                     |                                                                  | č. NKP: 606-3501/0 Stand des NKP: 2012-02-08 Name: DOM MEŠTIANSKY         |
| ja   | Datei hochladen | Bürgerhaus(sk) ObjektID: 606-11073/0          | Masarykova ul. 34 Standort KG: Lučenec Konskr.Nr.: 335      | radový                                      |                                                                  | č. NKP: 606-11073/0 Stand des NKP: 2012-02-08 Name: DOM MEŠTIANSKY        |
| ja   | Datei hochladen | Mehrfunktionshaus(sk) ObjektID: 606-10806/0   | Novohradská ul. 2 Standort KG: Lučenec Konskr.Nr.: 1077     | solitér - Budova bývalej YMCY               | ehem. CVJM                                                       | č. NKP: 606-10806/0 Stand des NKP: 2012-02-08 Name: DOM POLYFUNKCNÝ       |
| ja   | Datei hochladen | Redoute(sk) ObjektID: 606-3482/0              | Vajanského ul. 2 Standort KG: Lučenec Konskr.Nr.: 827       | 0                                           |                                                                  | č. NKP: 606-3482/0 Stand des NKP: 2012-02-08 Name: REDUTA                 |
| ja   | Datei hochladen | Gedenktafel(sk) ObjektID: 606-517/0           | Vajanského ul. 5 Standort KG: Lučenec Konskr.Nr.: 824       | Petöfi S. - 1823-1849,básnik                | für Sándor Petőfi, ungarischer Dichter                           | č. NKP: 606-517/0 Stand des NKP: 2012-02-08 Name: TABULA PAMÄTNÁ          |
| ja   | Datei hochladen | Bürgerhaus(sk) ObjektID: 606-10451/0          | Vajanského ul. 7 Standort KG: Lučenec Konskr.Nr.: 823       | radový                                      |                                                                  | č. NKP: 606-10451/0 Stand des NKP: 2012-02-08 Name: DOM MEŠTIANSKY        |
| ja   | Datei hochladen | Bürgerhaus(sk) ObjektID: 606-3504/0           | Vajanského ul. 14 Standort KG: Lučenec Konskr.Nr.: 833      | radový                                      |                                                                  | č. NKP: 606-3504/0 Stand des NKP: 2012-02-08 Name: DOM MEŠTIANSKY         |
| ja   | Datei hochladen | Verwaltungsgebäude(sk) ObjektID: 606-3505/0   | Vajanského ul. 16 Standort KG: Lučenec Konskr.Nr.: 834      | nárožná                                     |                                                                  | č. NKP: 606-3505/0 Stand des NKP: 2012-02-08 Name: BUDOVA ADMINISTRATÍVNA |
| ja   | Datei hochladen | Bürgerhaus(sk) ObjektID: 606-10765/0          | Vodu dr. ul. 2 Standort KG: Lučenec Konskr.Nr.: 408         | nárožný                                     |                                                                  | č. NKP: 606-10765/0 Stand des NKP: 2012-02-08 Name: DOM MEŠTIANSKY        |
| ja   | Datei hochladen | Gedenktafel(sk) ObjektID: 606-518/0           | Zvolenská cesta 10 Standort KG: Lučenec Konskr.Nr.:         | Timrava B.S. - 1867-1951,spisovatelka       | für Božena Slančíková-Timrava, Dichterin                         | č. NKP: 606-518/0 Stand des NKP: 2012-02-08 Name: TABULA PAMÄTNÁ          |
| ja   | Datei hochladen | Kaffeehaus(sk) ObjektID: 606-3506/0           | Železnicná ul. 1 Standort KG: Lučenec Konskr.Nr.: 178       | Býv.kaviaren F.M.K.E                        | ehem. Kaffeehaus                                                 | č. NKP: 606-3506/0 Stand des NKP: 2012-02-08 Name: KAVIAREN               |
| ja   | Datei hochladen | Wohnhaus(sk) ObjektID: 606-11249/0            | Železnicná ul. 16 Standort KG: Lučenec Konskr.Nr.: 186      | radový                                      |                                                                  | č. NKP: 606-11249/0 Stand des NKP: 2012-02-08 Name: DOM BYTOVÝ            |
| ja   | Datei hochladen | Schloss(sk) ObjektID: 606-470/1               | Dolná Slatinka 4 Standort KG: Opatová Konskr.Nr.: 271       | 0                                           |                                                                  | č. NKP: 606-470/1 Stand des NKP: 2012-02-08 Name: KAŠTIEL                 |
| ja   | Datei hochladen | Park(sk) ObjektID: 606-470/2                  | Dolná Slatinka 0 Standort KG: Opatová Konskr.Nr.:           | 0                                           |                                                                  | č. NKP: 606-470/2 Stand des NKP: 2012-02-08 Name: PARK                    |
| ja   | Datei hochladen | Schloss(sk) ObjektID: 606-469/1               | Jegorova ul. 3 Standort KG: Opatová Konskr.Nr.:             |                                             |                                                                  | č. NKP: 606-469/1 Stand des NKP: 2012-02-08 Name: KAŠTIEL                 |
| ja   | Datei hochladen | Park(sk) ObjektID: 606-469/2                  | Jegorova ul. Standort KG: Opatová Konskr.Nr.:               |                                             |                                                                  | č. NKP: 606-469/2 Stand des NKP: 2012-02-08 Name: PARK                    |
| ja   | Datei hochladen | Schloss(sk) ObjektID: 606-471/1               | Jegorova ul. 10 Standort KG: Opatová Konskr.Nr.: 217        |                                             |                                                                  | č. NKP: 606-471/1 Stand des NKP: 2012-02-08 Name: KAŠTIEL                 |
| ja   | Datei hochladen | Park(sk) ObjektID: 606-471/2                  | Jegorova ul. Standort KG: Opatová Konskr.Nr.: 217           |                                             |                                                                  | č. NKP: 606-471/2 Stand des NKP: 2012-02-08 Name: PARK                    |
| ja   | Datei hochladen | Gedenktafel(sk) ObjektID: 606-522/0           | Gemerská cesta 32 Standort KG: Opatová Konskr.Nr.:          | Jirásek A. - 1851-1930,spisovatel           | für den tschechischen Schriftsteller Alois Jirásek               | č. NKP: 606-522/0 Stand des NKP: 2012-02-08 Name: TABULA PAMÄTNÁ          |

## Legende
Die Tabelle enthält im Einzelnen folgende Informationen:
| Foto:                    | Fotografie des Denkmals. |
| Denkmal / č. ÚZPF:       | Die Übersetzung der Bezeichnung des Denkmals, wie sie vom Slowakischen Denkmalamt (Pamiatkový úrad Slovenskej republiky) verwendet wird. Die Originalbezeichnung ist unter dem Fragezeichen angegeben. Fehlt die Übersetzung, so wird die Originalbezeichnung direkt angezeigt. Weiters ist die Objekt-Identifikationsnummer (Objekt ID) angeführt. Sie ist die offizielle, in der Slowakei eindeutige Nummer č. ÚZPF inklusive der zugehörigen Zählnummer, wie sie in den Daten des Denkmalamtes angegeben wird. Da diese nur innerhalb eines Landkreises gezählt wird, ist dessen Nummer der Denkmalnummer vorangestellt. |
| Standort:                | Wenn in der Liste vorhanden, ist die Adresse angegeben. In Klammern kann sich noch eine zusätzliche Adresse befinden, wenn es beispielsweise ein Eckhaus ist. Bei freistehenden Objekten ohne Adresse (zum Beispiel bei Bildstöcken) ist eine Adresse angegeben, die in der Nähe des Objekts liegt. Durch Aufruf des Links Standort wird die Lage des Denkmals in verschiedenen Kartenprojekten angezeigt. Darunter sind die Katastralgemeinde (KG) und, wenn vorhanden, die Konskriptionsnummer (Konskr. Nr.) angegeben.                                                                                                   |
| Offizielle Beschreibung: | Es ist die Kurzbeschreibung auf Slowakisch, wie sie in den offiziellen Listen angegeben ist, eingetragen. |
| Beschreibung:            | Kurze Angaben zum Denkmal auf Deutsch. |
| Metadaten:               | Zusätzlich werden, wenn in den persönlichen Einstellungen das Helferlein Dauerhaftes Einblenden von Metadaten aktiviert ist, ebensolche angezeigt. |

- Karte mit allen Koordinaten:
- OSM |
- WikiMap